# NGC 409
NGC 409 est une vaste galaxie elliptique située dans la constellation du Sculpteur. NGC 409 a été découverte par l'astronome britannique John Herschel en 1837.

## Caractéristiques
Sa vitesse par rapport au fond diffus cosmologique est de 6 384 ± 35 km/s, ce qui correspond à une distance de Hubble de 94,2 ± 6,6 Mpc (∼307 millions d'al).
À ce jour, une mesure non basée sur le décalage vers le rouge (redshift) donne une distance d'environ 96,400 Mpc (∼314 millions d'al). Cette valeur est à l'intérieur des valeurs de la distance de Hubble.